# Włodzimierz Borodziej

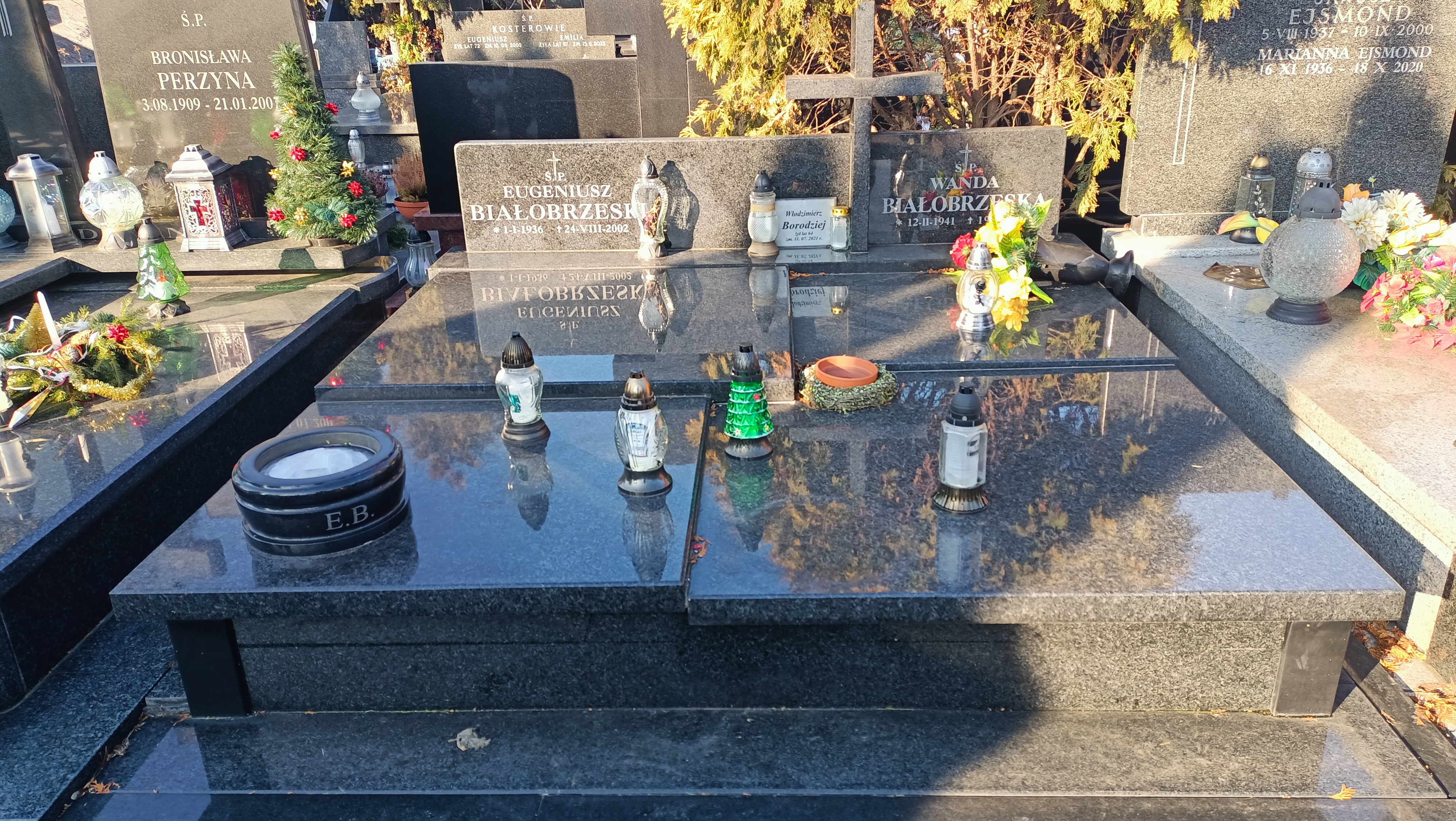
Grób Włodzimierza Borodzieja na cmentarzu w Pyrach

Włodzimierz Wiktor Borodziej (ur. 9 września 1956 w Warszawie, zm. 11 lipca 2021 tamże) – polski historyk, specjalizujący się w historii najnowszej, profesor nauk humanistycznych, profesor zwyczajny, w latach 1999–2002 prorektor Uniwersytetu Warszawskiego.

## Życiorys
Syn Wiktora (pracownika Departamentu I MSW) oraz Łucji z domu Szargiel. Maturę zdał w gimnazjum w Wiedniu. Studiował germanistykę i historię na Uniwersytecie Warszawskim, studia ukończył w 1979. W 1984 na tej samej uczelni uzyskał stopień doktora na podstawie pracy pt. Terror i polityka. Policja niemiecka a polski ruch oporu w Generalnym Gubernatorstwie, napisanej pod kierunkiem profesora Mariana Wojciechowskiego. Stopień doktora habilitowanego uzyskał w 1991 w oparciu o dorobek naukowy i rozprawę zatytułowaną Polska w stosunkach międzynarodowych 1945–1947. W 2004 otrzymał tytuł profesora nauk humanistycznych.
Zawodowo od 1979 był związany z Instytutem Historycznym UW, gdzie w 2004 doszedł do stanowiska profesora zwyczajnego. Urlopowany w okresie 1991–1994 w związku z pełnieniem funkcji dyrektora generalnego w Kancelarii Sejmu. W latach 1999–2002 pełnił funkcję prorektora Uniwersytetu Warszawskiego. Pracował również w Polskim Instytucie Spraw Międzynarodowych jako redaktor naczelny serii Polskie Dokumenty Dyplomatyczne. Gościnnie wykładał na Uniwersytecie w Marburgu oraz Uniwersytecie w Jenie. Był przewodniczącym rady naukowej Centrum Badań Historycznych Polskiej Akademii Nauk w Berlinie, a także członkiem Komitetu Nauk Historycznych PAN. Pełnił funkcję przewodniczącego rady naukowej Domu Historii Europejskiej.
18 sierpnia 2021 został pochowany na cmentarzu w Pyrach.

## Publikacje
- Terror i polityka. Policja niemiecka a polski ruch oporu w GG 1939–1944 (1985, ISBN 83-211-0718-4)
- Od Poczdamu do Szklarskiej Poręby. Polska w stosunkach międzynarodowych 1945–1947 (1990, ISBN 0-906601-77-0)
- Polska i Niemcy. Krótki przewodnik po historii sąsiedztwa (1999, współautor, ISBN 83-910344-0-2)
- Der Warschauer Aufstand 1944 (2001, ISBN 3-10-007806-3)
- Gdyby... całkiem inna historia Polski. Historia kontrfaktyczna (2009, ISBN 978-83-247-1676-0)
- Nasza wojna. Europa Środkowo-Wschodnia 1912–1916. Tom 1. Imperia (2015, współautor, ISBN 978-83-280-0941-7)
- Nasza wojna. Europa Środkowo-Wschodnia 1917–1923. Tom II. Narody (2018, współautor, ISBN 978-83-280-0940-0)

## Odznaczenia
- Krzyż Oficerski Orderu Odrodzenia Polski (2014)[6]